# Андрена ошатна
Андрена ошатна (Andrena ornata) — вид комах з родини Andrenidae. Один із 33 видів палеарктично-палеотропічного підроду Poliandrena всесвітньо поширеного роду Andrena (близько 1500 видів). Один із 170 видів роду у фауні України. Має значення як запилювач різних видів степових рослин.

## Морфологічні ознаки
Довжина тіла самиці 10–11 мм. Тіло чорне, блискуче. Крила слабко затемнені. Наличник випуклий, посередині блискучій. Опушення голови, грудей і боків тергумів біле або сіро-біле, довге і рідке, іноді з домішкою темних волосків. Середина щитка майже не опушена, блискуча. 2 та 4 тергуми самиць на боках з чіткими білими плямами з волосків, довжина яких зменшується від другого до четвертого. Апікальні краї стернумів мають бахромку з білих довгих волосків. Гомілкова сумка сірувато-біла з чорними або коричнево-чорними волосками на вершинному краї. Анальна торочка коричнева до чорної, з домішками сірувато-білих волосків на боках. Наличник самця світло-жовтий, вкритий густими сніжно-білими волосками, білі плями на тергумах не такі чіткі, як у самиць, краї тергумів майже прозорі. Довжина тіла самця 9–10 мм.

## Поширення
Відомий з Волгоградської, Самарської та Оренбурзької областей Росії, Карагандинської, Цілиноградської областей, Західно-Казахстанського й Південно-Казахстанського країв Казахстану, Башкирії, Малого Кавказу. В Україні знайдений лише в Криму (Казантипському ПЗ та на мисі Чауда).

## Особливості біології
Вид має 2 генерації, літає з початку травня до середини вересня. Перерва між генераціями припадає на липень. Трофічні зв'язки: перша генерація зустрічається на квітках різноманітних рослин, а друга — на квітках грудниці волохатої. Гніздування не відоме.

## Загрози та охорона
Чисельність знижується через різке зменшення степових ділянок, викошування кормових рослин або випасання на них свійських тварин.
Охороняється в Казантипському ПЗ. Необхідно створити заказники в інших місцях мешкання виду та охороняти його кормові рослини.